# Mistrzostwa Europy w Łucznictwie 2000
16. Mistrzostwa Europy w łucznictwie odbyły się w dniach 15 - 20 czerwca 2000 w Antalyi w Turcji. 

## Medaliści

### Strzelanie z łuku klasycznego
| Konkurencja:           | Złoto:                                                           | Srebro:                                                      | Brąz:                                                          |
| indywidualnie kobiet   | Natalia Nasaridze                                                | Natalia Bołotowa                                             | Hanna Marusawa                                                 |
| indywidualnie mężczyzn | Bałżynim Cyrempiłow                                              | Ilario Di Buò                                                | Jocelyn de Grandis                                             |
| drużynowo kobiet       | Turcja · Elif Çahlıyan · Natalia Nasaridze · Zekiye Keskin Şatır | Niemcy · Britta Buehren · Barbara Kegelmann · Sandra Sachse  | Włochy · Irene Franchini · Cristina Ioriatti · Natalia Valeeva |
| drużynowo mężczyzn     | Turcja · Özdemir Akbal · Hasan Orbay · Serdar Şatır              | Holandia · Henk Vogels · Wietse van Alten · Fred van Zutphen | Francja · Sébastien Flute · Lionel Torrés · Jocelyn de Grandis |

### Strzelanie z łuku bloczkowego
| Konkurencja:           | Złoto:        | Srebro:                                                           | Brąz:           |
| indywidualnie kobiet   | Irma Luyting  | Fatima Agudo                                                      | Clarire Treaman |
| indywidualnie mężczyzn | Simon Tarplee | Tibor Ondrik                                                      | Michael Peart   |
| drużynowo kobiet       | Holandia      | Francja · Valérie Fabre · Cathérine Pellen · Sandrine Vandionnant | Wielka Brytania |
| drużynowo mężczyzn     | Słowenia      | Węgry · Tibor Ondrik · János Povázson · Antal Szokol              | Wielka Brytania |

## Klasyfikacja medalowa
| Lp. | Państwo         | Złoto | Srebro | Brąz | Razem |
| 1.  | Turcja          | 3     | 0      | 0    | 3     |
| 2.  | Holandia        | 2     | 1      | 0    | 3     |
| 3.  | Rosja           | 1     | 1      | 0    | 2     |
| 4.  | Wielka Brytania | 1     | 0      | 3    | 4     |
| 5.  | Słowenia        | 1     | 0      | 0    | 1     |
| 6.  | Węgry           | 0     | 2      | 0    | 2     |
| 7.  | Francja         | 0     | 1      | 2    | 3     |
| 8.  | Niemcy          | 0     | 1      | 1    | 2     |
| 8.  | Włochy          | 0     | 1      | 1    | 2     |
| 10. | Hiszpania       | 0     | 1      | 0    | 1     |
| 11. | Białoruś        | 0     | 0      | 1    | 1     |